# ویتامین

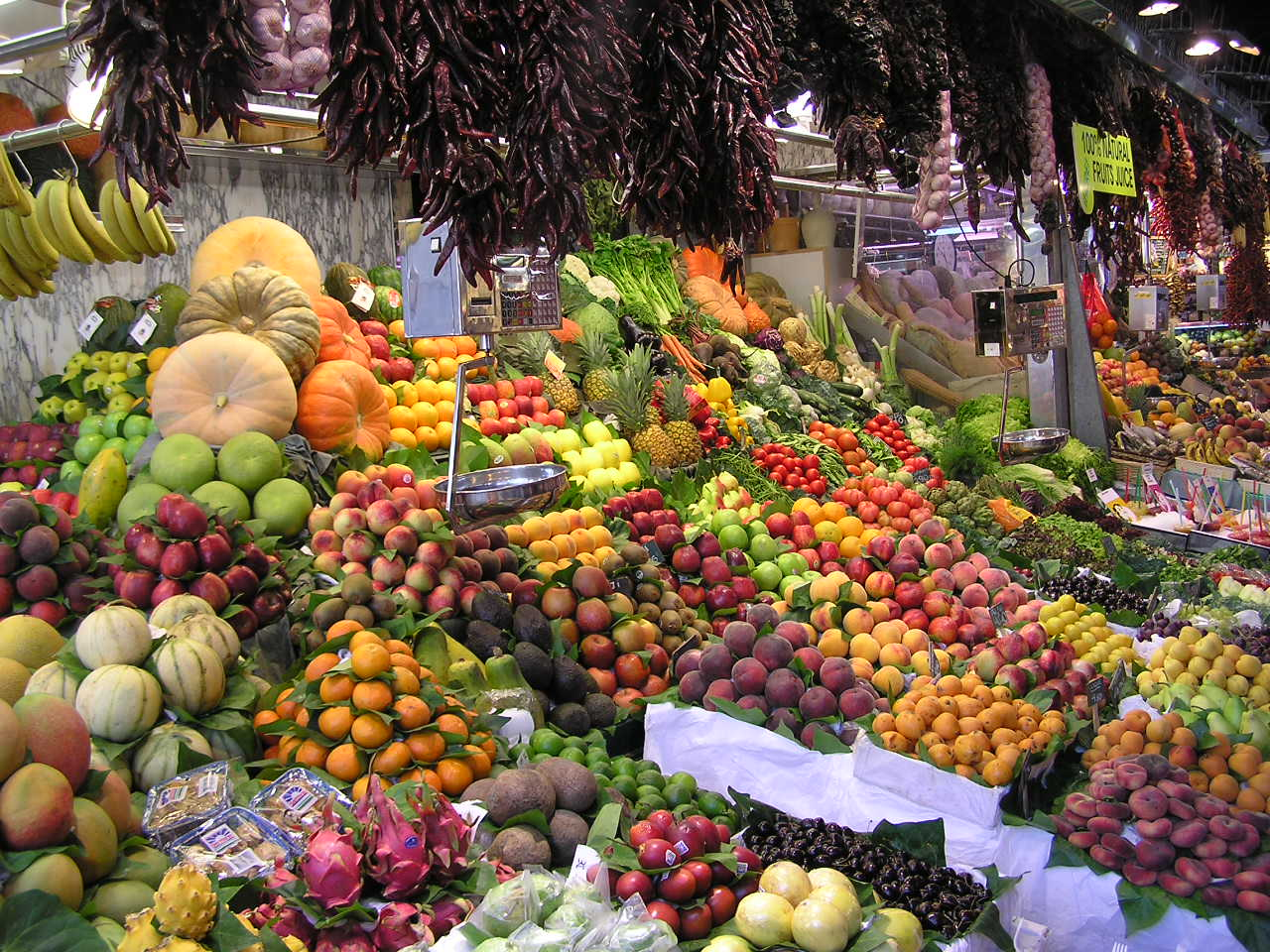
معمولاً میوه‌ها و سبزیجات منابع اصلی ویتامین‌ها هستند.
ویتامین‌ها در مواد غذایی مختلف وجود دارند و وجود آن‌ها در جیرهٔ غذایی کاملاً ضروری است و کمبود آن‌ها منجر به بروزامراض مختلفی می‌شود. انواع ویتامین‌ها: آ، ای، ب ۱، ب ۲، ب ۶، ب ۱۲، ب کمپلکس، ث، د، کا و غیره هستند.

ویتامین‌ها (به فرانسوی: Vitamine)، ترکیبات آلی هستند که به مقدار خیلی جزئی برای سوخت و ساز مواد غذایی، اعمال حیاتی بدن، پرورش و تندرستی ضرورت دارند. تغذیهٔ ناقص و رژیم غذایی نامناسب سبب کمبود یا فقدان یک یا چند ویتامین می‌شود و دلیل بیماری‌های مختلفی مانند بری بری و پلاگر خواهد شد.
ویتامین‌ها سبب تسهیل دگرگشت (سوخت و ساز بدن یا متابولیزم) می‌شوند و رشد و نمو و ترمیم یاخته‌های بدن را میسر می‌کنند. برخی از ویتامین‌ها سبب جذب مواد غذایی در روده می‌شوند و بعضی نیز به عنوان کاتالیزور (سرعت بخش واکنش‌های شیمیایی) عمل می‌کنند. عمل آنها بر روی بافت‌های پوششی (اپی تلیال) و همچنین استخوان بوده و در مجموع هر کدام از آنها از بروز یک بیماری جلوگیری می‌کنند.
کلمهٔ ویتامین از واژهٔ یونانی ویتا به معنی «زندگانی» است. کاسیمیر فونک نام Vitalamine یعنی آمینی که حیاتی بوده و برای ادامهٔ زندگی ضرورت دارد را برای موادی که سبب بهبود بیماری بری بری می‌شدند و از گروه آمین بودند به کار برد. پس از آن که معلوم شد بسیاری از ویتامین‌ها از گروه آمین نیستند حرف E از آخر واژهٔ ویتامین حذف و واژهٔ Vitamin پذیرفته شد.

## حقایق کوتاه درمورد ویتامین
- تاکنون ۱۳ نوع ویتامین شناخته شده است.
- ویتامین‌ها یا محلول در آب یا محلول در چربی هستند.
- ذخیره ویتامین‌های محلول در چربی نسبت به ویتامین‌های محلول در آب برای بدن آسان‌تر است.
- ویتامین‌ها همیشه حاوی کربن هستند.
- غذا بهترین منبع ویتامین است؛ اما ممکن است پزشک به بعضی از افراد مصرف مکمل را پیشنهاد دهد.

## دسته‌ها

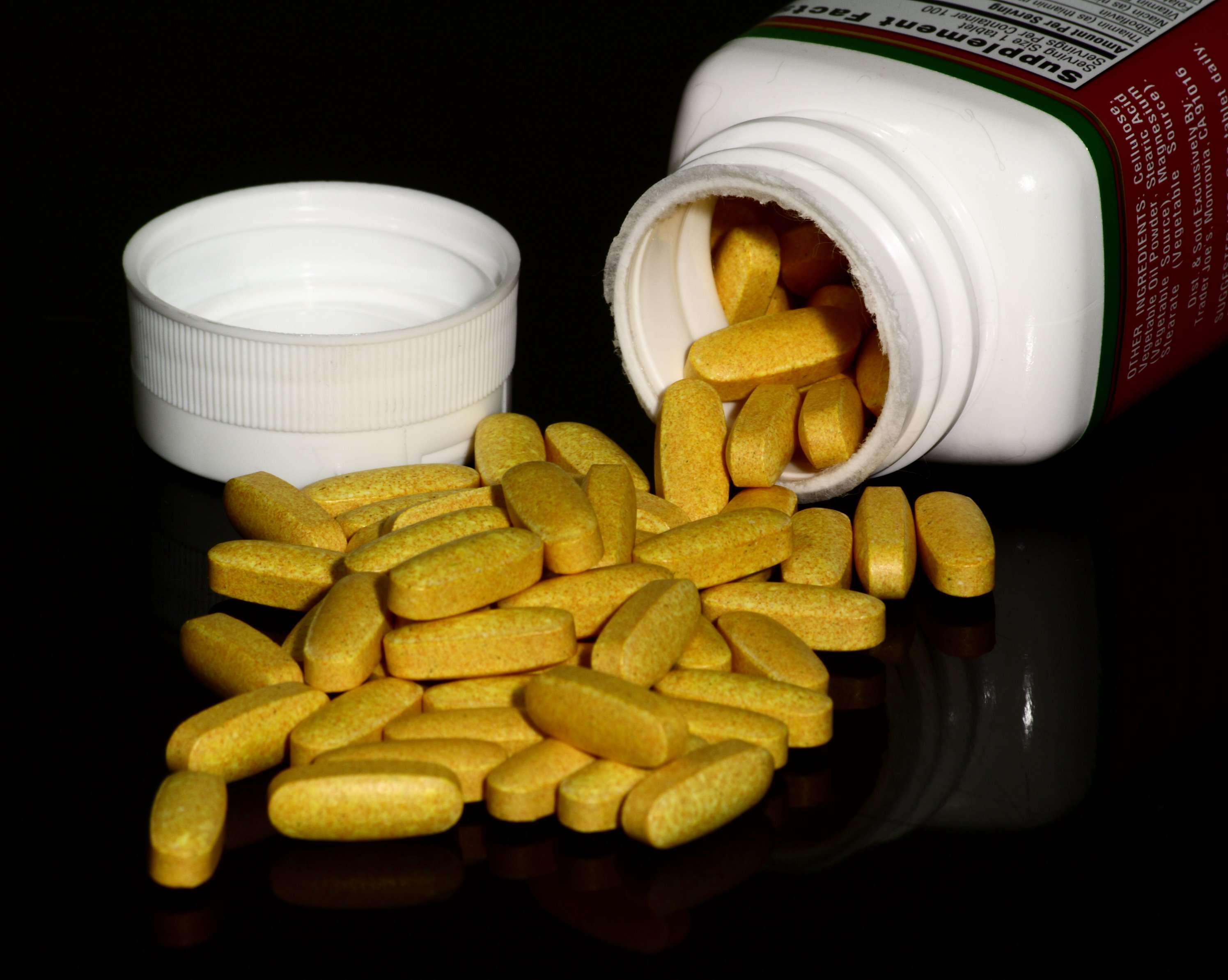
قرص ویتامین B

ویتامین‌ها را به دو دستهٔ اصلی تقسیم کرده‌اند. این دو دسته عبارتند از: ویتامین‌های محلول در چربی و ویتامین‌های محلول در آب. ویتامین E، ویتامین K، ویتامین D و ویتامین A از جمله ویتامین‌های محلول در چربی هستند. ویتامین C و ویتامین‌های گروه B از جمله ویتامین‌های محلول در آب هستند. ویتامین‌های محلول در آب هم بعد از چند ساعت ماندن در خون از راه کلیه و از طریق ادرار دفع می‌شوند.
ویتامین‌های محلول در چربی از راه ادرار دفع نمی‌شوند. این ویتامین‌ها در بدن و به ویژه در کبد ذخیره می‌شوند، به همین دلیل اختلالات حاصل از کمبود ویتامین‌های محلول در چربی، دیرتر ظاهر می‌شوند.
علاوه بر مواد معدنی ویتامین‌ها نیز مورد نیاز بدن هستند زیرا بدون حضور آن‌ها در غذا در سلامتی و تعادل اعضای بدن ناپایداری ایجاد می‌شود و در اعمال حیاتی اختلالاتی ایجاد می‌شوند و عوارضی بروز می‌کنند که گاه منجر به مرگ می‌شوند.
ویتامین‌ها سوخت و ساز بدن را تنظیم می‌کنند. کمبود تنها یک ویتامین می‌تواند سلامت تمام بدن انسان را به مخاطره اندازد. بیشتر ویتامین‌ها از منابع اصلی طبیعی استخراج می‌شوند.

## مقدار مصرف ویتامین‌ها
ویتامین‌ها و مواد معدنی وظایف متنوع و بسیار مهمی را در بدن به عهده دارند و کمبود آنها عملکرد قسمت‌های مختلف بدن را مختل کرده و باعث ایجاد ناراحتیها و بیماری‌های مختلفی می‌شوند. مصرف بیشتر از مقدار نیاز روزانهٔ ویتامین‌ها نیز زیانمند بوده و می‌تواند عوارض نامطلوبی (overdose) را به جای بگذارد. ویتامین‌های مازاد نیاز روزانه بدن اگر محلول در چربی باشند (A,D,E,K) تا حدودی در کبد ذخیره می‌شوند و اگر محلول در آب باشند(C,B) از طریق کلیه دفع می‌شوند. مصرف بیش از اندازهٔ ویتامین‌ها نه تنها فایده‌ای ندارد بلکه باعث مسمومیت و ایجاد عوارض ناخواسته‌ای می‌شود.

## تاریخچه
ارزش خوردن برخی غذاها برای حفظ سلامتی مدت‌ها قبل از شناسایی ویتامین‌ها شناخته شده بود. مصریان باستان می‌دانستند که خوردن/طبخ‌کردن جگر به یک فرد که دچار شب کوری است کمک می‌کند، بیماری که اکنون به دلیل کمبود ویتامین A شناخته می‌شود.
گسترش سفرهای اقیانوسی با کشتی در دوران اکتشافات قاره‌ها منجر به دوره‌های طولانی مدت بدون دسترسی به میوه‌ها و سبزیجات تازه شد و بیماری‌های ناشی از کمبود ویتامین را در بین خدمهٔ کشتی‌ها رایج کرد.
در سال ۱۷۴۷، جراح اسکاتلندی، جیمز لیند، کشف کرد که غذاهای مرکباتی به پیشگیری از اسکوربوت کمک می‌کند، بیماری به خصوص کشنده‌ای که در آن کلاژن‌ها به درستی تشکیل نمی‌شود و باعث بهبود زخم، خونریزی لثه، درد شدید و مرگ می‌شود. در سال ۱۷۵۳، لیند رساله خود را در مورد اسکوربوت منتشر کرد که استفاده از لیمو و لیموترش را برای جلوگیری از اسکوربوت توصیه می‌کرد، که توسط نیروی دریایی سلطنتی بریتانیا پذیرفته شد. این داستان منجر به لقب لیمی برای ملوانان بریتانیایی کشت. با این حال، کشف لیند به‌طور گسترده توسط افراد در اکتشافات قطب شمال نیروی دریایی سلطنتی در قرن نوزدهم پذیرفته نشد، جایی که عموماً اعتقاد بر این بود که می‌توان با رعایت بهداشت خوب، ورزش منظم و حفظ روحیه خدمه در کشتی از ابتلا به بیماری اسکوربوت جلوگیری کرد! به جای رژیم غذایی تازه. در نتیجه، اکتشافات قطب شمال همچنان با بیماری اسکوربوت و سایر بیماری‌های ناشی از کمبود مواجه بودند. در اوایل قرن بیستم، زمانی که رابرت فالکون اسکات دو سفر خود را به قطب جنوب انجام داد، نظریه پزشکی رایج در آن زمان این بود که اسکوربوت ناشی از غذای کنسرو شده «آلوده» است.
در سال ۱۸۸۱، دکتر روسی نیکولای I. Lunin [ru] اثرات اسکوربوت را در دانشگاه تارتو مطالعه کرد. او به موش‌ها با مخلوطی مصنوعی از تمام اجزای جداگانه شیر که در آن زمان شناخته شده بود، یعنی پروتئین‌ها، چربی‌ها، کربوهیدرات‌ها و نمک‌ها تغذیه کرد. موش‌هایی که فقط اجزای تشکیل دهنده را دریافت کرده بودند مردند، در حالی که موش‌هایی که با شیر تغذیه می‌شدند به‌طور طبیعی رشد کردند و زنده ماندن. او به این نتیجه رسید که «یک غذای طبیعی مانند شیر باید علاوه بر این مواد اصلی شناخته شده، حاوی مقادیر کمی از مواد ناشناخته ضروری برای زندگی باشد.» با این حال، نتیجه‌گیری‌های او توسط مشاور او، گوستاو فون بونگ رد شد! نتیجه مشابهی توسط کورنلیوس پکلهارینگ در یک مجله پزشکی هلندی در سال ۱۹۰۵ چاپ شد، اما به‌طور گسترده گزارش نشد.
در آسیای شرقی، جایی که برنج سفید بدون سبوس غذای اصلی افراد طبقه متوسط بود، بری‌بری ناشی از کمبود ویتامین B1 شایع بود. در سال ۱۸۸۴، تاکاکی کانهیرو، پزشک آموزش دیده بریتانیایی در نیروی دریایی امپراتوری ژاپن، مشاهده کرد که بری‌بری در میان خدمه رده پایین که اغلب چیزی جز برنج نمی‌خوردند، شایع است، اما نه در میان افسرانی که رژیم غذایی به سبک غربی مصرف می‌کردند. با حمایت نیروی دریایی ژاپن، او با استفاده از خدمه‌های دو ناو جنگی آزمایشی را انجام داد. یکی از خدمه‌های ناو فقط با برنج سفید تغذیه می‌شدند، در حالی که رژیم غذایی دیگری شامل گوشت، ماهی، جو، برنج و لوبیا بود. گروهی که فقط برنج سفید می‌خوردند، ۱۶۱ خدمه را مبتلا به بری‌بری و ۲۵ مورد مرگ دچار شدند، در حالی که گروه دوم تنها ۱۴ مورد به بری‌بری مبتلا و هیچ مرگی نداشتند. این امر «تاکاکی» و نیروی دریایی ژاپن را متقاعد کرد که رژیم غذایی عامل ابتلا به بری‌بری است، اما آنها به اشتباه معتقد بودند که مقادیر کافی پروتئین از آن جلوگیری می‌کند. این بیماری می‌تواند ناشی از برخی کمبودهای غذایی باشد، توسط کریستیان آیکمن بیشتر مورد بررسی قرار گرفت، که در سال ۱۸۹۷ متوجه شد که تغذیه با برنج سبوس‌دار به‌جای نوع بدون سبوس أن به جوجه‌ها به پیشگیری از نوعی پلی‌نوریت کمک می‌کند که معادل بری‌بری است.
سال بعد، فردریک هاپکینز فرض کرد که برخی از غذاها حاوی «عوامل کمکی» هستند - علاوه بر پروتئینها، کربوهیدراتها، چربیها و غیره - که برای عملکرد بدن انسان ضروری هستند.
هاپکینز و آیکمن به دلیل اکتشافاتشان در این بخش جایزه نوبل فیزیولوژی یا پزشکی را در سال ۱۹۲۹ دریافت کردند.

## انواع ویتامین
انواع ویتامین‌ها:
- ویتامین A یا رتینول
- ویتامین C یا آسکوربیک اسید
- ویتامین D
- ویتامین E
- ویتامین K
- ویتامین F
- ویتامین M یا استیگمسترول
- انواع ویتامین‌های گروه B:
  - ویتامین B1 یا تیامین
  - ویتامین B2 یا ریبوفلاوین
  - ویتامین B3 یا نیاسین یا نیکوتینیک اسید
  - ویتامین B4، ویتامین J یا کولین
  - ویتامین B5 یا اسید پانتوتنیک
  - ویتامین B6 یا پیریدوکسین
  - ویتامین B7، ویتامین H یا بیوتین
  - ویتامین B8 یا اینوزیتول
  - ویتامین B9 یا اسید فولیک
  - ویتامین B12 یا کوبالامین
  - ویتامین B15 یا اسید پنگامیک[نیازمند منبع]
  - ویتامین B17 یا آمیگدالین[نیازمند منبع]

## شرایط پایداری
سازمان غذا و دارو آمریکا مطالعات گسترده‌ای را در مورد درصد تلفات مواد مغذی مختلف از انواع غذا و روش‌های پخت انجام داده است. وقتی غذاها پخته می‌شوند، برخی از ویتامین‌ها ممکن است «بیولوژیکی‌تر» شوند، یعنی برای بدن قابل استفاده باشند.
جدول زیر نشان می‌دهد که آیا ویتامین‌های مختلف در اثر گرما از دست می‌روند یا خیر، مانند گرمای ناشی از جوشاندن، بخارپز کردن، سرخ کردن و غیره. تأثیر بریدن سبزیجات را می‌توان از قرار گرفتن در معرض هوا و نور مشاهده کرد. ویتامین‌های محلول در آب مانند B و C هنگام جوشاندن سبزی در آب حل می‌شوند و با دور ریختن آب از بین می‌روند.
| ویتامین             | محلول در آب    | پایداری در برابر معرض هوا | پایدار در برابر نور | پایداری در معرض گرما |
| ------------------- | -------------- | ------------------------- | ------------------- | -------------------- |
| ویتامین A           | خیر            | تا اندازه ای              | تا اندازه ای        | نسبتاً پایدار         |
| ویتامین C           | بسیار ناپایدار | بله                       | خیر                 | خیر                  |
| ویتامین D           | خیر            | خیر                       | خیر                 | خیر                  |
| ویتامین E           | خیر            | بله                       | بله                 | خیر                  |
| ویتامین K           | خیر            | خیر                       | بله                 | خیر                  |
| تیامین (B1)         | بسیار          | خیر                       | ؟                   | > ۱۰۰ °C             |
| ریبوفلاوین (B2)     | اندکی          | خیر                       | در محلول            | خیر                  |
| نیاسین (B3)         | بله            | خیر                       | خیر                 | خیر                  |
| اسید پانتوتنیک (B5) | کاملاً پایدار   | خیر                       | خیر                 | بله                  |
| ویتامین (B6)        | بله            | ؟                         | بله                 | < ۱۶۰ °C             |
| بیوتین (B7)         | حدودی/کمی      | ؟                         | ؟                   | خیر                  |
| اسید فولیک (B9)     | بله            | ؟                         | وقتی خشک شد         | در دمای بالا         |
| کوبالامین (B12)     | بله            | ؟                         | بله                 | خیر                  |